# Donald Caspar
Donald Louis Dvorak Caspar (* 8. Januar 1927 in Ithaca, New York; † 27. November 2021 in Tallahassee, Florida) war ein US-amerikanischer Biophysiker und Kristallograph. 1958 prägte er die Bezeichnung Strukturbiologie für ein Teilgebiet der Biochemie und der Molekularbiologie, in dem die molekulare Struktur von biologischen Makromolekülen, insbesondere von Proteinen, erforscht wird.

## Leben
Nach Abschluss der Grundschule besuchte Donald Caspar von 1942 bis 1944 die Bronx High School of Science und studierte danach für wenige Monate an der Cornell University, wurde dann aber zum Wehrdienst einberufen und in Japan sowie auf den Philippinen stationiert. Im Sommer 1947 schied er aus dem Militärdienst aus und besuchte eine zweiwöchige Einführung in die Technik der Röntgenkristallografie bei dem niederländischstämmigen Kristallographen Isidor Fankuchen (1905–1964) am Polytechnic Institute of Brooklyn. Die Zulassung zu diesem Kurs hatte Caspars Vater, ein Chemiker, arrangiert, der mit dem Physiker Fankuchen seit ihrer gemeinsamen Studienzeit an der Cornell University befreundet war. Fankuchen hatte zudem bereits dem elfjährigen Donald über die Erforschung des Tabakmosaikvirus berichtet. Im Anschluss an den Kurs am Polytechnic Institute studierte Caspar bis 1950 Physik an der Cornell University und erwarb 1955 an der Yale University in der Arbeitsgruppe von Ernest C. Pollard den Doktorgrad im Fachgebiet Biophysik mit einer Studie über die Struktur des Tabakmosaikvirus (The Radial Structure of Tobacco Mosaic Virus). Es folgten Postdoc-Aufenthalte am California Institute of Technology in Pasadena, Kalifornien, und am Laboratory of Molecular Biology in Cambridge, England. Sein Aufenthalt in England mündete 1956 u. a. in zwei getrennte, aber zugleich im Fachblatt Nature publizierte Forschungsberichte über die Struktur des Tabakmosaikvirus von ihm und von Rosalind Franklin.
Donald Caspar war von 1972 bis zu seiner Emeritierung im Jahr 1994 Professor an der Brandeis University und forschte danach noch viele Jahre – bis zu den Schutzmaßnahmen infolge der COVID-19-Pandemie – an der Florida State University.
Er war 50 Jahre lang mit Gwladys Caspar verheiratet, die an der Harvard University eine der ersten Beauftragten für biologische Sicherheit war.

## Forschung
Gleichfalls 1955/56 befasste sich Caspar in England – angeregt durch Hypothesen von James Watson und Francis Crick, dass die Proteinhülle vieler Viren aus identischen Untereinheiten besteht, die in gleicher Weise angeordnet sind – mit der Struktur des Tomato-bushy-stunt-Virus. Ihm gelang der Nachweis, dass dieses Virus einen ikosaedrischen Bauplan besitzt, der aus 60 identischen Untereinheiten besteht.
1958 richtete Caspar am Boston Children’s Hospital ein zusätzliches Labor ein, mit dem Ziel, den Bauplan von Makromolekülen zu erforschen. Die Wahl des Namens, Laboratory for Structural Biology, führte dazu, dass er dem im Entstehen begriffenen Forschungsgebiet der Strukturbiologie den bis heute gültigen Namen gab. 1972 wechselte Caspar mit seinem Labor an die Brandeis University in Waltham, Massachusetts, und 1994 erfolgte ein zweiter Umzug an die Florida State University in Tallahassee.
1962 publizierte Donald Caspar gemeinsam mit dem Biophysiker Aaron Klug ihre Erkenntnisse darüber, nach welchen geometrischen Gesetzmäßigkeiten die Proteinhüllen von Viren aufgebaut sind. In ihrer Publikation wiesen sie darauf hin, dass ihre Untersuchungen von geometrischen Prinzipien inspiriert worden seien, „die Buckminster Fuller bei der Konstruktion von geodätischen Kuppeln anwendet. Die Ähnlichkeit des Designs von geodätischen Kuppeln [...] mit ikosaedrischen Viren hatte unsere Aufmerksamkeit zum Zeitpunkt der Arbeit am Poliovirus erregt.“

## Ehrungen
- 1972: Mitglied der American Academy of Arts and Sciences[8]
- 1994: Mitglied der National Academy of Sciences[9]
- 1994: Guggenheim-Stipendium[10]
- 2000: Fellow of the Biophysical Society Award.[11]
- 2017: The Donald L. D. Caspar Structural Biology Symposium at Florida State University. doi:10.1016/j.jsb.2017.11.009, Volltext.

## Schriften (Auswahl)
- Structure of Bushy Stunt Virus. In: Nature. Band 177, 1956, S. 475–476, doi:10.1038/177475a0.
- mit Aaron Klug: Physical Principles in the Construction of Regular Viruses. In: Cold Spring Harbor Symposia on Quantitative Biology. Band 27, 1962, S. 1–24, doi:10.1101/SQB.1962.027.001.005.
- Movement and self-control in protein assemblies. Quasi-equivalence revisited. In: Biophysical Journal. Band 32, Nr. 1, 1980, S. 103–138, doi:10.1016/S0006-3495(80)84929-0, Volltext (PDF).
- mit Ivan Rayment, Timothy S. Baker und William T. Murakami: Polyoma virus capsid structure at 22·5 Å resolution. In: Nature. Band 295, 1982, S. 110–115, doi:10.1038/295110a0, Volltext.
- mit Timothy S. Baker und William T. Murakami: Polyoma virus ‘hexamer’ tubes consist of paired pentamers. In: Nature. Band 303, 1983, S. 446–448, doi:10.1038/303446a0.
- mit Bin Yu: Structure of Cubic Insulin Crystals in Glucose Solutions. In: Biophysical Journal. Band 74, Nr. 1, 1998, S. 616–622, doi:10.1016/S0006-3495(98)77820-8.

## Belege
1. ↑  Kenneth C. Holmes: Aaron Klug. A long way from Durban. Cambridge University Press, Cambridge (UK), 2017, S. 94. ISBN 978-1-107-14737-9.
2. 1 2   Lee Makowski: Donald Caspar (1927–2021). In: Nature. Band 601, 2022, S. 21, doi:10.1038/d41586-021-03820-9. (freier Volltext)
3. ↑   D. L. D. Caspar: Structure of Tobacco Mosaic Virus: Radial Density Distribution in the Tobacco Mosaic Virus Particle. In: Nature. Band 177, 1956, S. 928, doi:10.1038/177928a0.
 Rosalind Franklin: Structure of Tobacco Mosaic Virus: Location of the Ribonucleic Acid in the Tobacco Mosaic Virus Particle. In: Nature. Band 177, 1956, S. 928–930, doi:10.1038/177928b0.
4. 1 2   Legendary Crystallographer Donald Caspar Dies At 94. He coined the term „structural biology“. Auf: the-scientist.com vom 7. Januar 2022.
5. ↑   D. L. D. Caspar: Structure of Bushy Stunt Virus. In: Nature. Band 177, 1956, S. 475–476, doi:10.1038/177475a0.
6. 1 2   Istvan Hargittai: Donald L.D. Caspar (1927–2021). Pioneer of virus structures. In: Structural Chemistry. Band 33, 2022, S. 993–995, doi:10.1007/s11224-022-01938-8.
7. ↑  D. L. D. Caspar und Aaron Klug: Physical Principles in the Construction of Regular Viruses. In: Cold Spring Harbor Symposia on Quantitative Biology. Band 27, 1962, S. 1–24, doi:10.1101/SQB.1962.027.001.005.
8. ↑  American Academy of Arts and Sciences: Donald L.D. Caspar.
9. ↑  National Academy of Sciences: Donald L. D. Caspar.
10. ↑  John Simon Guggenheim Memorial Foundation: Donald L. D. Caspar, Fellow: Awarded 1994.
11. ↑  Fellow of the Biophysical Society Award (Memento vom 20. Juli 2014 im Internet Archive).

| Personendaten    | Personendaten                                                                       |
| ---------------- | ----------------------------------------------------------------------------------- |
| NAME             | Caspar, Donald                                                                      |
| ALTERNATIVNAMEN  | Caspar, Donald L. D.; Caspar, Don; Caspar, Donald Louis Dvorak (vollständiger Name) |
| KURZBESCHREIBUNG | US-amerikanischer Biophysiker und Kristallograph                                    |
| GEBURTSDATUM     | 8. Januar 1927                                                                      |
| GEBURTSORT       | Ithaca, New York                                                                    |
| STERBEDATUM      | 27. November 2021                                                                   |
| STERBEORT        | Tallahassee, Florida                                                                |